# Червоний Кристал (символ)

Червоний Кристал

Червоний Кристал — одна з трьох емблем Міжнародного Руху Червоного Хреста і Червоного Півмісяця.
Міжнародний Рух мав дві загальновизнані емблеми — Червоний Хрест і Червоний Півмісяць. Національне товариство Ізраїлю відмовлялося застосовувати ці символи, вважаючи їх релігійними, і використало Червоний щит Давида. Тому, як нейтральну відносно релігій і державної приналежності, вирішили ввести ще одну емблему — Червоний кристал — червоний квадрат на білому фоні. Ця емблема використовується нарівні з червоним хрестом і червоним напівмісяцем.
Прийняття цього символу дозволило Ізраїлю увійти до Міжнародного Руху Червоного Хреста і Червоного Півмісяця, а фахівці з Ізраїлю тепер можуть надавати медичну і гуманітарну допомогу по всьому світу, використовуючи емблему червоного кристала і під захистом міжнародних законів.
До Руху Червоного Хреста і Червоного Півмісяця входять 186 національних товариств, Міжнародний Комітет Червоного Хреста і Міжнародна Федерація. На 29-ій Міжнародній Конференції Червоного Хреста і Червоного Півмісяця, яка проходила в 2006 році додаткову емблему [Архівовано 24 вересня 2010 у Wayback Machine.] було прийнято більшістю в дві третини голосів.

## Зображення

Червоний Хрест
Червоний Півмісяць
Емблема МДА